# Gladys Olebile Masire

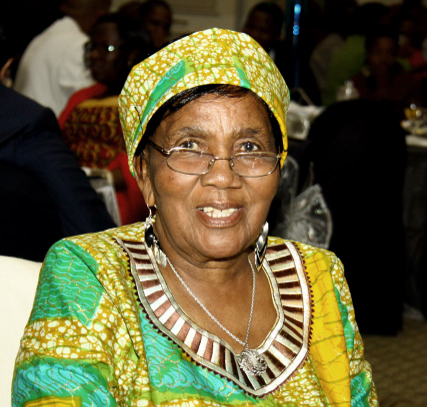

Gladys Olebile Masire (30. Juli 1932 in  Modimola, Südafrika – 17. Mai 2013 in Parktown, Johannesburg, Südafrika), auch  MmaGaone, war die Ehefrau von Ketumile Masire und somit von 1980 bis 1998 First Lady von Botswana. Sie wurde unter anderem durch Wohltätigkeit bekannt.

## Biografie
Gladys Olebile Masire heiratete Ketumile Masire 1958. Das Paar hatte sechs Kinder. Nachdem er zum Präsidenten gewählt worden war, gründete sie in den 1980er Jahren die Wohltätigkeitsorganisation Child-to-Child Foundation of Botswana. Von 1989 bis zu ihrem Tod 2013 übernahm sie die Schirmherrschaft über die Special Olympics in Botswana. 2015 wurde sie dafür in die Botswana Sport Hall of Fame aufgenommen. Eine großzügige Spende an die University of Botswana führte dazu, dass diese seit dem Schuljahr 1996/1997 den Lady Olebile Masire Prize an den oder die beste Studentin der Fakultät Ingenieurwesen und Technologie vergibt. 2016 wurde ihr von Präsident Ian Khama posthum der Order of Honour Award verliehen. Die Diplomatin Mmasekgoa Masire-Mwamba ist die gemeinsame Tochter von Gladys Olebile und Ketumile Masire.